# Průtočná vodní elektrárna

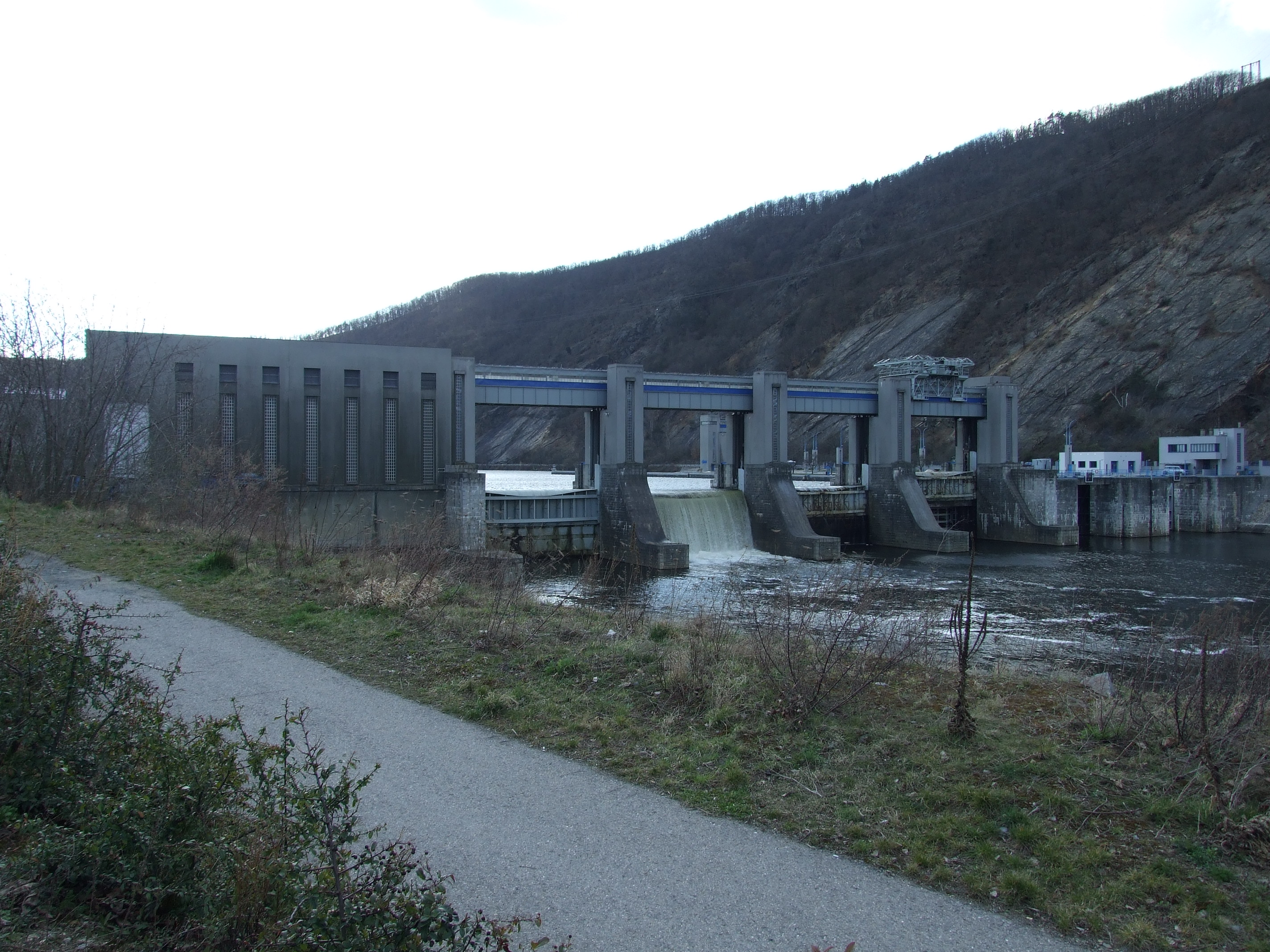
Vodní elektrárna ve Vraném nad Vltavou.

Průtočná vodní elektrárna, jinak také průtočná nebo říční elektrárna, pracuje bez akumulace vody, takže přítok nad příslušným jezem a odtok pod elektrárnou jsou v běžném provozu stejné. Nevyužívá ke zvýšení užitnosti akumulaci vyrovnávající výkyvy přítoku. Jedná se o typ vodní elektrárny s nízkým spádem (nízkotlaká elektrárna).

## Funkce
Voda je sváděna do turbíny, která převádí potenciální energii vody na mechanickou. Ke zvýšení rozdílu hladin nad a pod elektrárnou se voda hromadí nad jezem. Výška spádu mezi horní a dolní hladinou a na základě stavby možné množství protékající vody určují potenciální výkon elektrárny. Hladina zadržované vody nad jezem se během provozu udržuje na konstantní hodnotě.

Pomocí zdymadla se zadržovaná voda udržuje na co nejvyšší úrovni. Tato potenciální energie se převede při průtoku turbinou na mechanickou a následně v generátoru na elektrickou. K pohonu generátoru se používají Kaplanovy nebo Francisovy turbíny.

## Příklady průtočných elektráren
v Česku
- Vodní elektrárna Mohelno
- Vodní elektrárna Kamýk
- Vodní elektrárna Vrané
- Elektrárna Štvanice

ve světě
- Vodní elektrárna Jirau, Brazílie
- Vodní elektrárna Santo Antônio, Brazílie
- Přehrada náčelníka Josefa, USA
- Vodní dílo Inga, Kongo